# Bilkisu Yusuf (judo)
Cet article concerne une judokate nigériane. Pour la journaliste nigériane, voir Bilkisu Yusuf.
Bilkisu Yusuf, née le 8 juin 1977, est une judokate nigériane.

## Carrière
Bilkisu Yusuf remporte la médaille d'or des Championnats d'Afrique de judo 2000 dans la catégorie des moins de 63 kg. Elle est médaillée de bronze aux Championnats d'Afrique de judo 1997 en moins de 61 kg, aux Championnats d'Afrique de judo 1998 en moins de 63 kg et aux Jeux du Commonwealth 2002 en moins de 63 kg. 
Elle est éliminée au premier tour des Jeux olympiques de 2000 par la Cubaine Kenia Rodríguez Ocaña.